# (1999) Hirayama
Pour les articles homonymes, voir Hirayama.
(1999) Hirayama est un astéroïde de la ceinture principale. Il a été ainsi baptisé en hommage à Kiyotsugu Hirayama (1874-1943), astronome japonais.